# 十三寮
十三寮，原寫為十三藔，是臺灣臺中市大雅區的一個傳統地域名稱，位於該區西部。相較於今日行政區，其範圍大致包括忠義里東北半部、秀山里西北部。

## 歷史
台灣清治末期至日治初期，十三寮地區為一街庄，稱為「十三藔庄」，隸屬於捒東下堡。該庄西北與竹林庄為鄰，東北與公館庄、埔仔墘庄、六張犁庄為鄰，東南邊及西南邊為上橫山庄。
1901年（日治明治三十四年）11月，全台廢縣廳改設二十廳，該庄隸屬於臺中廳。1903年（明治三十六年）6月，該庄編入「埧雅區」，仍隸屬於臺中廳。1909年（明治四十二年）10月，合併二十廳為十二廳，埧雅區隸屬不變。1920年（大正九年），全台地方制度大改正，廢十二廳改設五州二廳，該庄改制並雅化為「十三寮」大字，隸屬於臺中州豐原郡大雅庄。
戰後大雅庄改制為大雅鄉，隸屬於臺中縣，大字亦改制為村。1950年10月，中、彰、投分治，大雅鄉仍隸屬臺中縣。2010年12月，臺中縣市合併為直轄臺中市，大雅鄉改制為大雅區，村亦改制為里。

## 聚落
本地區有清泉崗、十三寮、忠義社區、忠義新村等聚落。

## 交通
區道中71線（東大路二段）是清泉至普濟寺的道路，大致以北向南經過本地區西部。由該道路北向可前往公館地區中部偏南的省道台10線路口，向南可前往上橫山西部、下橫山西部並止於台中興農高爾夫球場東側的區道中76線路口。
區道中75線（東海路）是清泉至忠義的道路，其北側端點位於本地區北部邊界地帶西側的區道中71線路口。由此向西北西至邊界地帶繞大彎轉南南東經本地區極西點附近出境後，可前往上橫山西部、下橫山西部並止於大雅區與西屯區交界處。
區道中77線（月祥路、平和路、平和南路、上山路、科雅五路、科雅路）是神岡至橫山的道路，大致以北北東—南南西走向由本地區北部邊界入境，至中科實驗高中附近順路轉東南，至平和路路口直行沿平和路向東南蜿蜒而行，至平和南路路口轉西南，至上山路路口轉東南，續行接科雅五路，至科雅路路口轉西南以至於本地區南部邊界東側出境。由該道路向北北東可前往埔子墘、山皮、圳堵西南端、神岡市區西北側並止於區道中79線路口，向西南轉東南可前往上橫山東部、下橫山東北端並止於市道125號路口。

## 學校
- 汝鎏國小
- 國立中科實驗高級中學
- 台中日僑學校

## 產業
- 中部科學工業園區（北部）

## 運動休閒
- 潭雅神自行車道